# ديفون كينارد
ديفون كينارد (بالإنجليزية: Devon Kennard)‏ هو لاعب كرة قدم أمريكية أمريكي، ولد في 24 يونيو 1991 في فينيكس في الولايات المتحدة.

## وصلات خارجية
- ديفون كينارد على موقع مرجع كرة القدم المحترفة.كوم (الإنجليزية)